# دیشب را به‌خاطر داری؟
دیشب را به‌خاطر داری؟ (به انگلیسی: Remember Last Night?) یک فیلم کمدی معمایی آمریکایی به کارگردانی جیمز ویل است که در سال ۱۹۳۵ منتشر شد.

## بازیگران
- ادوارد آرنولد
- رابرت یانگ
- کنستانس کامینگز
- جورج میکر
- سلی آیلرس
- رجینالد دنی
- لوئیس هنری
- گرگوری راتوف
- رابرت آرمسترانگ
- مونرو آوسلی
- جک لا رو
- ادوارد بروفی
- گوستاو فون زیفرتیتس
- رافائلا اوتیانو
- آرتور تریچر
- ای.ای. کلایو
- تاینی سندفورد